# Sequedin
Sequedin là một xã ở tỉnh Nord ở miền bắc nước Pháp. Xã này có diện tích 3,93 kilômét vuông, dân số năm 1999 là 3627 người. Xã nằm ở khu vực có độ cao trung bình 22 mét trên mực nước biển.